# Escut de la Nucia
L'escut de la Nucia és un símbol representatiu oficial del municipi de la Nucia, la Marina Baixa, País Valencià. Té el següent blasonament:
| « | D'or, quatre pals de gules, i cotissa d'atzur carregada de cinc flors de lis d'argent; la bordura, de gules, carregada de cinc petxines o «vieiras» d'argent. Timbrat amb una corona reial oberta. | » |

## Història
L'escut s'aprovà mitjançant Reial Decret 3.478/1977 de 21 de desembre, publicat en el BOE núm. 22, del 26 de gener de 1978.